# Yevgeni Trefilov
Yevgeni Trefilov (Khutor Bezlesny, 4 de setembro de 1955) é um treinador de handebol russo. Em 2016, comandava Seleção Russa de Handebol Feminino.

## Carreira
Yevgeni Trefilov dirige o elenco há anos, possui quatro títulos mundiais e a medalha de ouro na Rio 2016.